# Даулат Рао Шинде

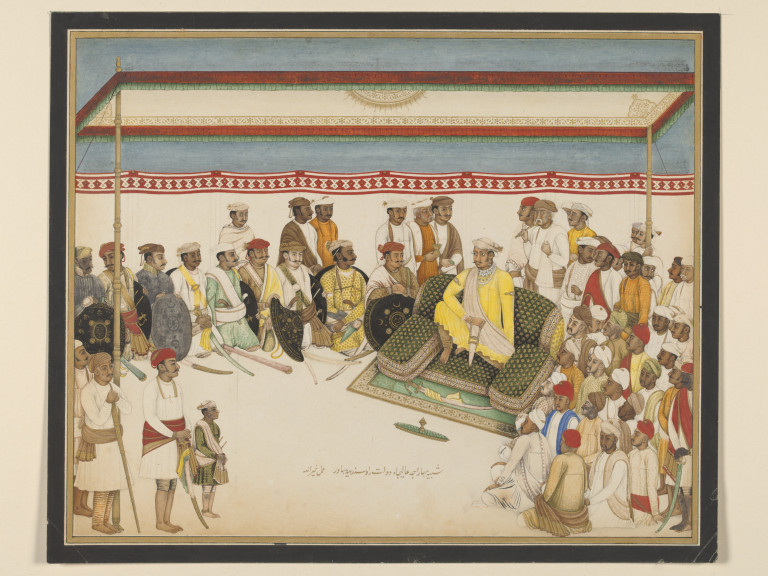

Даулат Рао Шинде (1779 — 21 марта 1827) — махараджа индийского княжества Гвалиор с 1794 года, активный участник Второй англо-маратхской войны.

## Биография
Происходил из влиятельного маратхского рода Шинде. Был сыном Ананды Рао, внука Тукоджи Рао, который, в свою очередь, был братом махараджи Махаджи Шинде. После смерти последнего в 1794 году унаследовал титул махараджи и титулы при могольских дворе — Вакиль-аль-Мутлака (регент империи) и Амир-уль-Умара (главный военачальник) — от падишаха Шах Алама II.
В 1795 году заключил союз с Наной Фарнависом (фактическим правителем при номинальном пешве Мадхали Рао II). После самоубийства последнего в 1796 году Даулат Рао поддержал Фарнависа против Ясванта Рао Холкара, желавшего установить контроль над правительством пешвы. Даулат вместе с Фарнависом стал контролировать нового пешву Баджи-рао II. В том же году ушёл в отставку Бенуа де Буан, французский офицер, который провёл реформу армии Гвалиора, верный друг махараджи Махаджи Шинде. Новым реорганизатором армии стал другой француз, Пьер Куилье-Перон.
После смерти в 1800 году Наны Фарнависа Даулат Рао полностью стал определять политику пешвы. Против этого восстал Ясвант Рао Холкар. В течение 1800—1802 годов шла ожесточённая борьба между Шинде и Холкарами. В итоге Даулат Рао потерпел поражение при Хадапсаре и потерял Пуну, а пешва был вынужден бежать к британцам, что вызвало Вторую англо-маратхскую войну.
Сначала Даулат Рао решительно выступил против английских войск во главе с Артуром Уэлсли Веллингтоном — в течение 1803 года он победоносно сражался при Ассайе, Ахмеднагаре, Аргаоне (вместе с войском Бхосле). После этого французские офицеры предали Даулата Рао и дезертировали. Несмотря на это, махараджа Гвалиора в конце 1803 года дал решительный бой англичанам во главе с генералом Джерардом Лейком при Ласваре. Поражение вынудило Шинде отвести войска с севера Индостана. Вслед за этим англичане заняли Дели и Агру (падишах Шах Алам II попал под их контроль).
30 декабря 1803 года Даулат Рао подписал с британцами Сурджи-Анджангаонский договор, согласно которому передавал англичанам междуречье Джумны и Ганга, область Дели и Агры, часть Бунделкханда, города Бхаруч, Гвалиор, Гохад и Ахмеднагар, земли в Гуджарате.
Новый генерал-губернатор Чарльз Корнуоллис в 1805 году решил привлечь на свою сторону Даулата Рао, поэтому вернул последнему крепости Гвалиор и Гохад, установив северную границу княжества по реке Чандер. В 1811 году Даулат Рао Шинде получил княжество Чандер. В 1816 году он обратился к британцам за помощью против пиндаров — мародеров, количество которых увеличилось после уничтожения власти маратхов в северной и центральной Индии. Британская Ост-Индская компания согласилась помочь Гвалиору только после заключения в 1817 году союза с Даулатом Рао. Во время Третьей англо-маратхской войны он не поддержал пешву.
В дальнейшем до самой смерти 21 марта 1827 года Даулат Рао Шинде был верным союзником англичан.